# برازمبل درمنه‌ای
برازمبل درمنه‌ای (نام علمی: perovskia artemisioides) نام یک گونه از سرده برازمبل است.